# 豪约什·奥尔弗雷德
豪约什·奥尔弗雷德（匈牙利語：Hajós Alfréd，1878年2月1日—1955年11月12日），匈牙利男子游泳运动员、足球教练，而且還是建筑师。他是第一位现代奥林匹克游泳冠军，也是匈牙利第一位奥运冠军，曾在1896年夏季奥运会上获得2枚金牌。

## 游泳運動員
在1896年奧運，游泳項目在地中海舉行，僅13度的水溫與四公尺高的巨浪對運動員來說是個挑戰。當時18歲的豪约什便在當屆奧運會中奪得兩項金牌。
在1896年雅典奧運之前，他也在歐洲錦標賽得過金牌。

## 建築師
他還是建築師。最初的設計是新藝術風格和折衷主義風格，後來轉向現代主義並受到義大利風格的影響。
1924年，豪约什·奥尔弗雷德以體育場的設計參與了1924年巴黎奧運藝術項目，並且拿到銀牌。他是歷史上唯一在奧運的體育項目與藝術項目拿過獎牌的人。

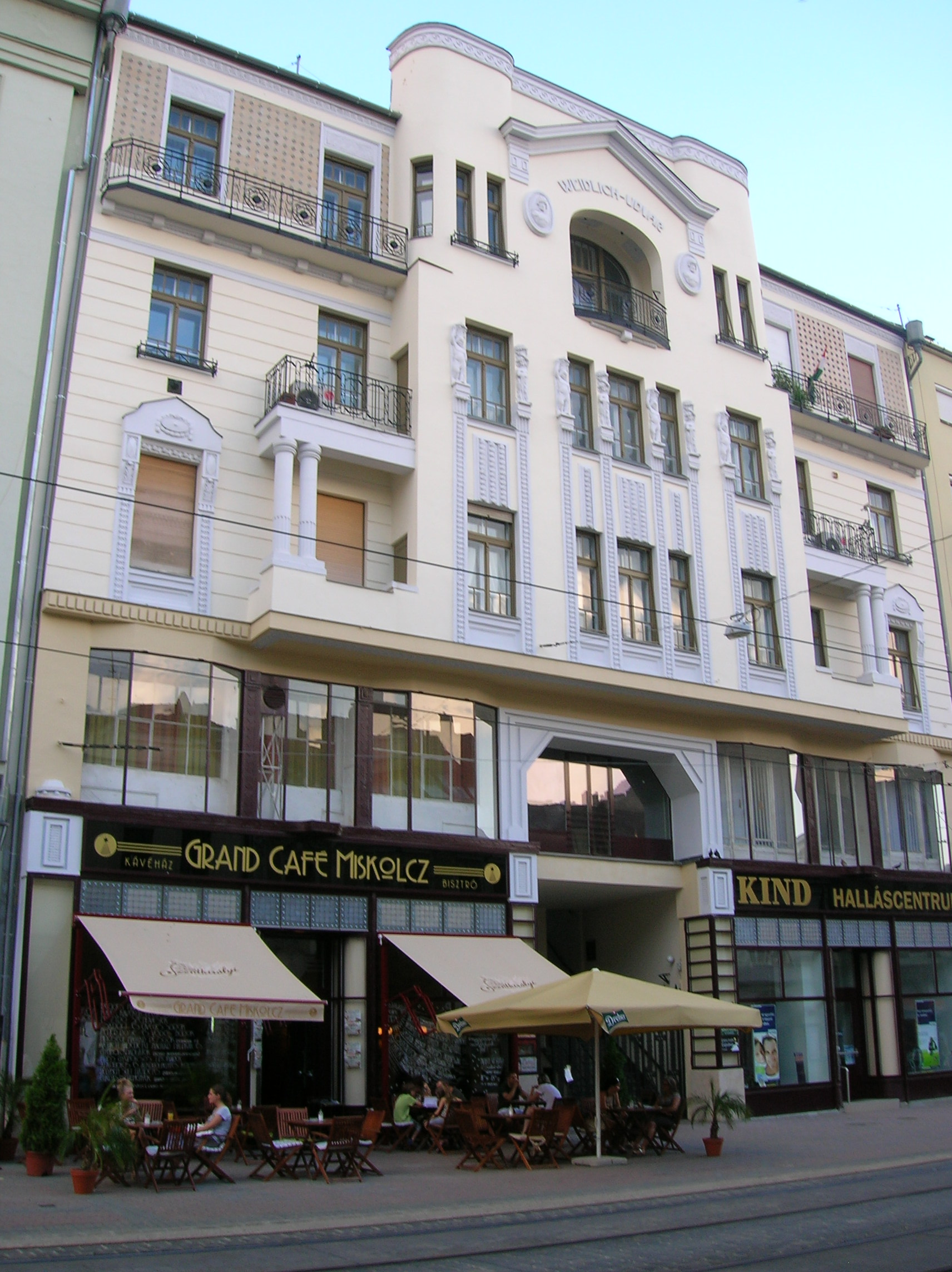
米什科尔茨的Weidlich House（1912）
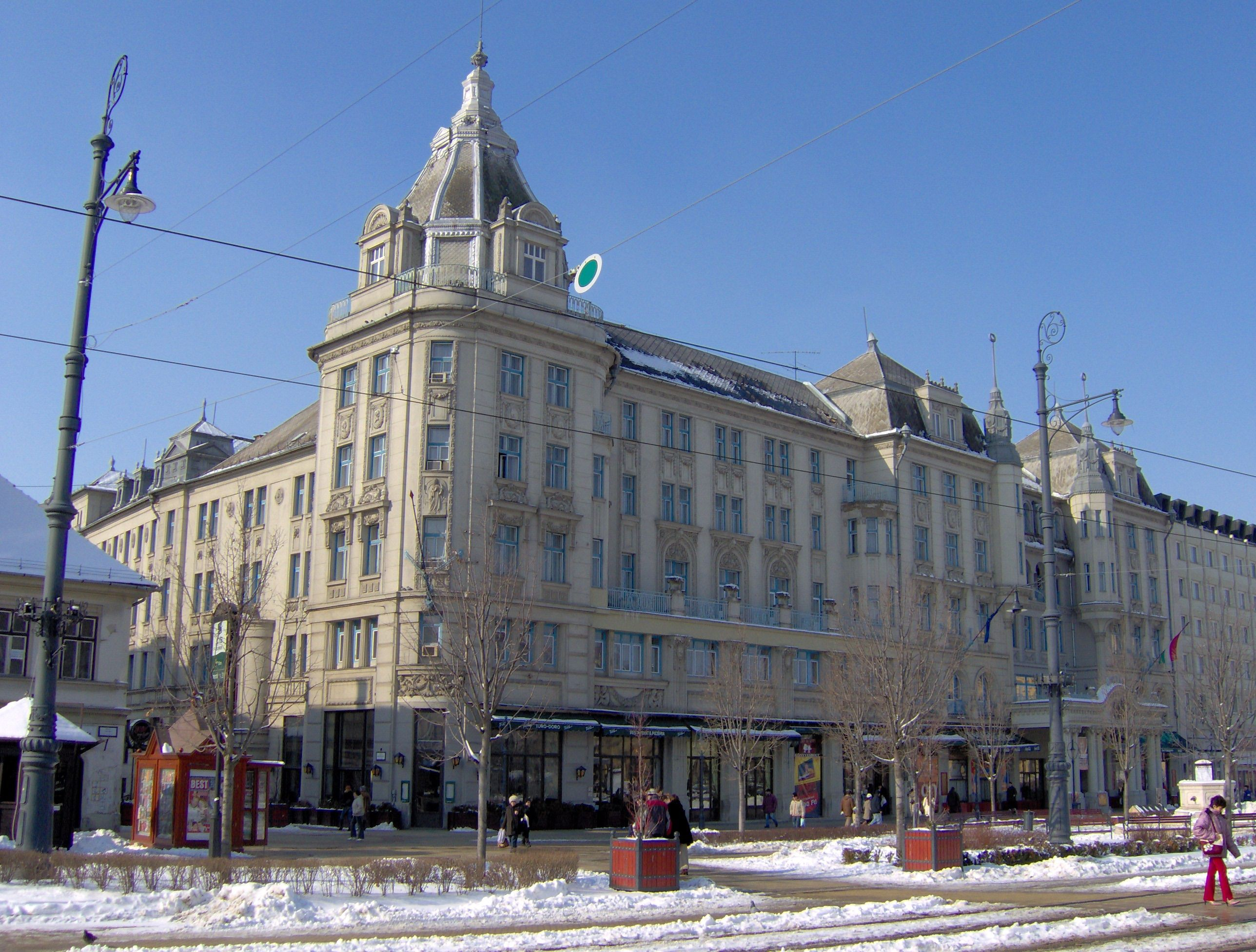
德布勒森的阿兰尼比卡大酒店（1913）
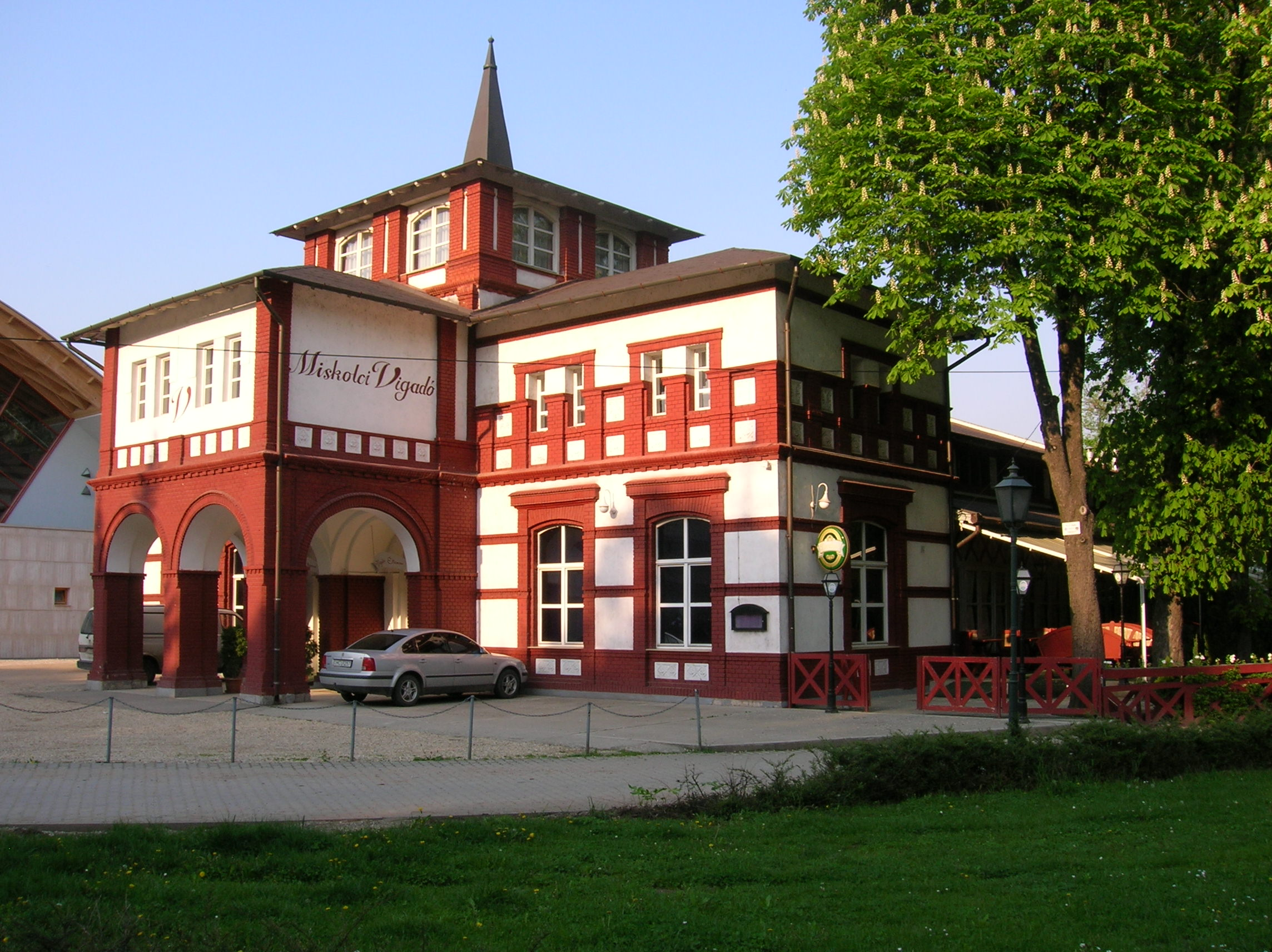
米什科尔茨人民公园的Vigadó餐厅
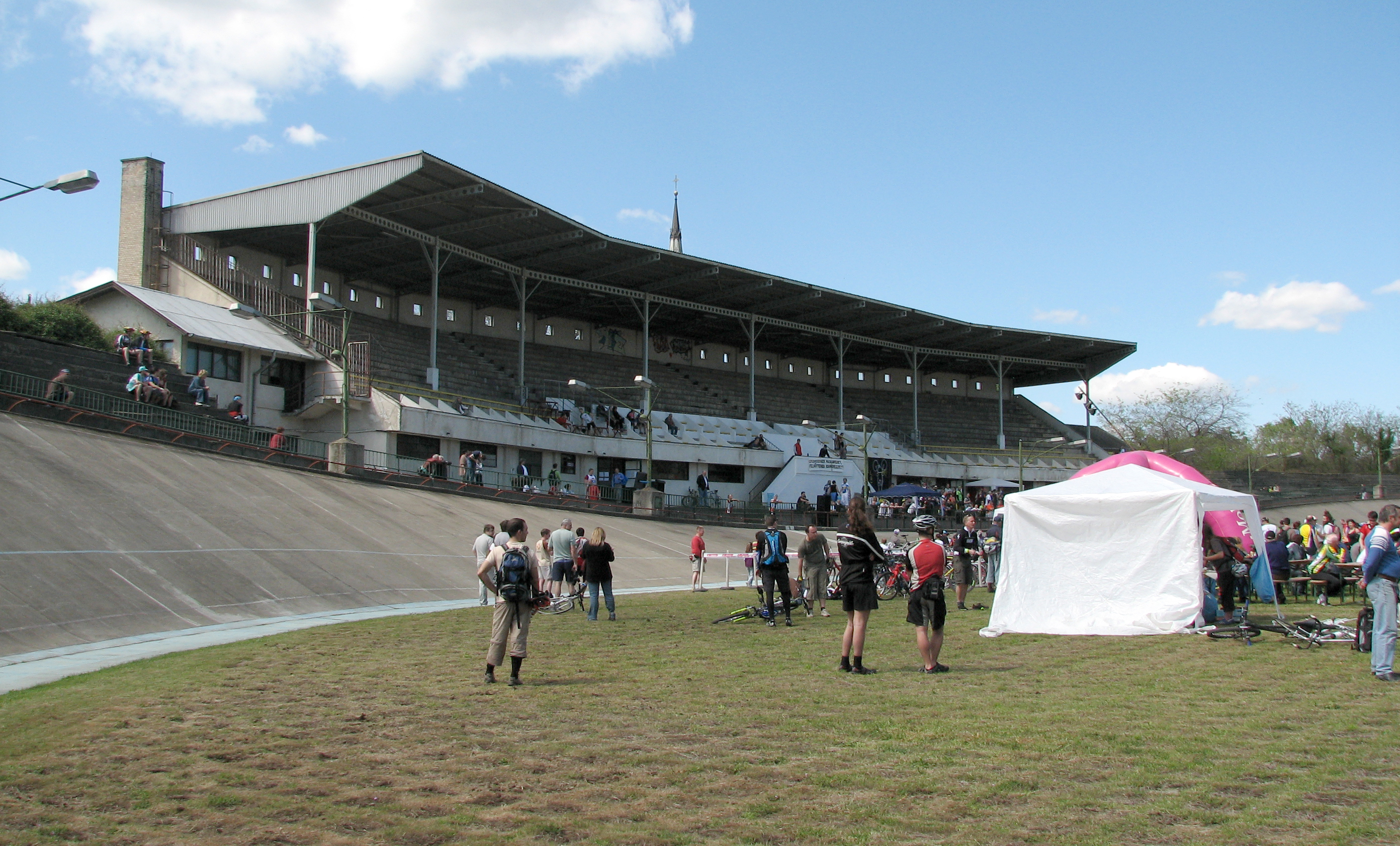
布达佩斯XIV的MillenárisSportpálya（1928）
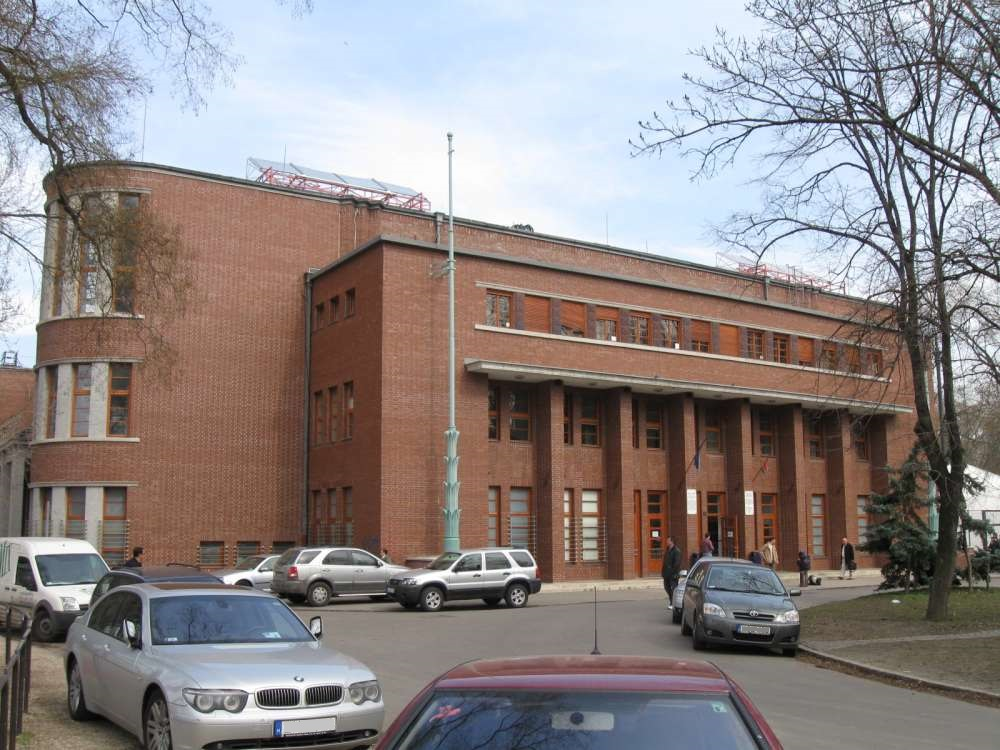
布达佩斯豪约什·奥尔弗雷德国家游泳馆（英语：Alfréd Hajós National Swimming Stadium） （1930年）
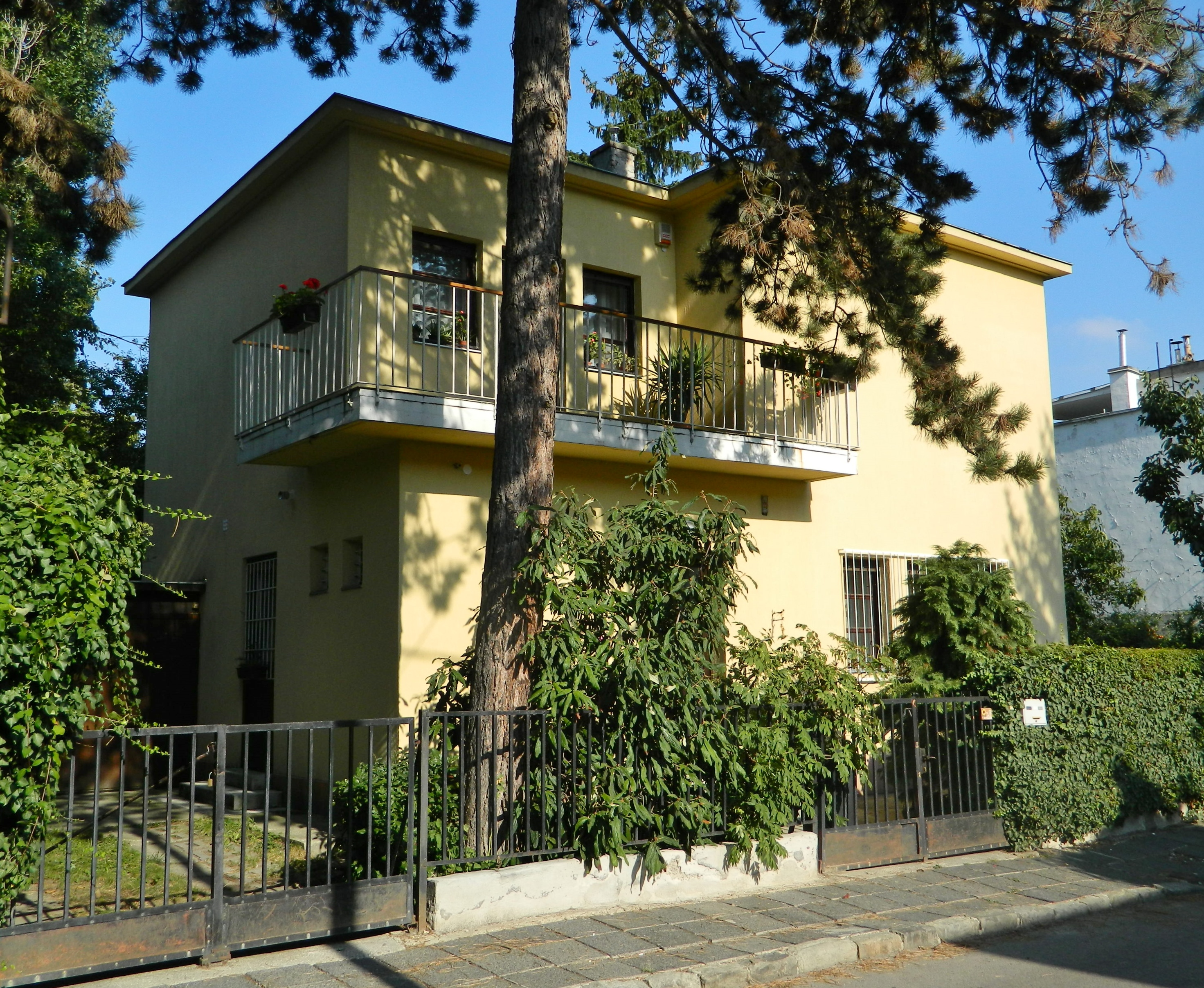
布达佩斯Napraforgó Street 17的包豪斯风格建筑